# ليلي بونز
إليونورا «ليلي» بونز مارونيز (بالإنجليزية: Eleonora "Lele" Pons Maronese) (من مواليد 25 يونيو 1996)، هي يوتيوبر ومقدمة وممثلة ومغنية وراقصة وعارضة ازياء من فنزويلا، كانت ايضًا مقدمة سابقة لبرنامج «ذا فويس المكسيك».
أشتهرت بونز على منصة «فاين» قبل إغلاقها في عام 2016. بعد ذلك أفتتحت قناتها على اليوتيوب، حيث لديها الآن أكثر من 17.7مليون مشترك، و 40.6 مليون متابع على إنستغرام.  عملت في الأفلام والتلفزيون وفي مقاطع الفيديو الموسيقية، وأصدرت موسيقاها الخاصة، وشاركت في تأليف رواية في عام 2016.

## النشأة
ولدت بونز في كاراكاس، فنزويلا.  انتقلت بونس إلى الولايات المتحدة في سن الخامسة ونشأت في ميامي، فلوريدا. تخرجت من مدرسة Miami Country Day School في عام 2015 وانتقلت إلى لوس أنجلوس، كاليفورنيا. قالت إنها واجهت صعوبة في تكوين صداقات في المدرسة الثانوية. وقالت أيضًا إنها تعرضت للتنمر في المدرسة الثانوية.
تعاني بونز من متلازمة توريت واضطراب نقص الانتباه وفرط النشاط وقد عانت من الاكتئاب واضطراب الوسواس القهري الشديد.

## المهنة

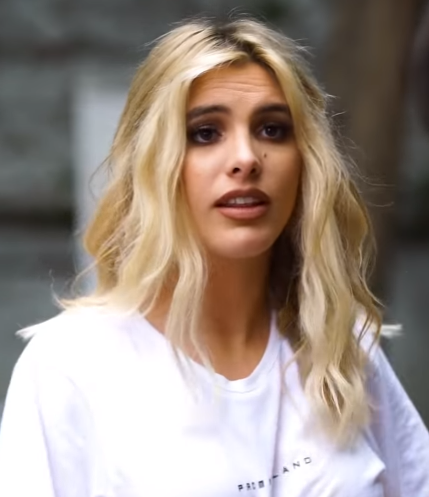
بونز في 2017

بدأت بونز مسيرتها المهنية على منصة الفيديو ست ثوانٍ فاين. لقد قالت إنها استخدمت فاين لعرض الأشياء الإبداعية التي كانت تقوم بها بالفعل.  في حديثه مع مجلة تين فوغ، قالت بونز، «لقد بدأت مع أصدقائي، وبدأت أصبح سيئة. في البداية كان مجرد إبداع حقًا - لم تكن حتى أشياء مضحكة.»  واصل متابعينها على المنصات في النمو وقالت بونز إنها «وصلت إلى النقطة التي اعتمد فيها الكثير من الناس علي لجعلهم فقط يتمكنوا من الضحك».  أصبحت أول عضوة في تطبيق فاين تصل إلى مليار متابع.
ذكرت بونز ان الكثير من المشاهير قد ألهمومها مثل شاكيرا، صوفيا فيرغارا وغابي إسبينو ، في عام 2016، وقعت مع شركة الترفيه شوتز إستديو.
تتم إدارة بونز بواسطة جون شاهدي من شوتز إستديو.
كما ان بونز استخدمت نجاحها في الكوميديا على الإنترنت لإطلاق عدد من الأعمال.  في عام 2015، أطلقت مجموعة مجوهرات تسمى UNO Magnetic .  في عام 2016، شاركت بونز في تأليف رواية مستندة إلى تجاربها في المدرسة الثانوية بعنوان "Surviving High School"، وشاركت في تأليفها مع ميليسا دي لا كروز. لعبت بونز دور البطولة «كالي» في الكوميديا الرومانسية We Love You في 2016، التي تم إصداره على يوتيوب ريد.
قامت بدور البطولة في عدد من مقاطع الفيديو الموسيقية، بما في ذلك "هافانا" للمغنية كاميلا كابيو، و "داون تاون" لـ أنيتا وجي بالفين. نجحت بونز أيضًا كعارضة. حيث في فبراير 2017، أصبحت سفيرة للعلامة التجارية كوفر غيرل. في نفس الشهر، مشت بونز في عرض دولتشي أند غابانا في ميلانو.  في أغسطس، أصدرت بونز أول أغنية لها وموسيقى فيديو لأغنيتها "سيلوسو" التي من إخراج زميلها رودي مانكوسو.  كانت الأغنية قد حصلت ثلاث مرة على شهادة بلاتين، وحصل الفيديو الموسيقى على ترشيح من جوائز "Premios Lo Nuestro". في 29 مارس 2019، أطلقت بونز أول أغنية لها باللغة الإنجليزية، وأول أغنية لها مع جيك أوين بعنوان "Señorita" من ألبومه Greetings from ... Jake."
كانت مقدمة لـ «ذا فويس... المكسيك» في 14 أكتوبر 2018.  قدمت الحفل السنوي التاسع عشر لجائزة غرامي اللاتيني مع المغنية ايتانا.
في 6 ديسمبر 2019، أصدرت بونز ثانٍ أغنية فردية لها بعنوان "Vete Pa La."  تم إخراج وتحرير الفيديو الموسيقى بواسطة بونز نفسها وأنتجته شوتز إستديو.
في ديسمبر 2019، كانت بونز أحد المقدمين على السجادة الحمراء إلى جانب تشيلسي بريجز لـ حفل بيلبورد المرأة في الموسيقى.
كانت بونز متحدثة رئيسية في مؤتمر 2020 CES الذي عقد في لاس فيغاس، نيفادا. بصفته فنانة ،
في 22 أبريل 2020، أصدرت بونز المقطع الدعائي لفيلم "The Secret Life of Lele Pons"، وهو مسلسل وثائقي من خمسة أجزاء يستكشف صراعاتها مدى الحياة مع الصحة العقلية. تم عرض الحلقة الأولى من الحلقات الخمس لأول مرة في 19 مايو 2020.

## روابط خارجية
- ليلي بونز على موقع IMDb (الإنجليزية)
- ليلي بونز على موقع ألو سيني (الفرنسية)
- ليلي بونز على موقع ميوزك برينز (الإنجليزية)
- ليلي بونز على موقع أول ميوزيك (الإنجليزية)
- ليلي بونز على موقع ديسكوغز (الإنجليزية)
- ليلي بونز على موقع قاعدة بيانات الفيلم (الإنجليزية)